# Żeglarstwo na Letnich Igrzyskach Olimpijskich 2020
Zawody w Żeglarstwie na Letnich Igrzyskach Olimpijskich 2020 odbywały się w dniach 25 lipca – 4 sierpnia 2021 w Enoshima Yacht Harbor. 
Zawody zostały rozegrane w dziesięciu konkurencjach w sześciu klasach, z czego 4 stanowiły zawody mężczyzn i kobiet, w jednej klasie (Finn) startowali wyłącznie mężczyźni, zaś w klasie Nacra 17 brały udział załogi mieszane. Dwie z klas jachtów na igrzyskach olimpijskich występowały po raz drugi - 49er:FX kobiet oraz Nacra 17. Klasą o najdłuższej tradycji był Finn - wyłącznie dla mężczyzn, obecny na igrzyskach od 1952 r.
Liczbę uczestników w stosunku do poprzednich igrzysk obniżono z 380 do 350, wprowadzając przy tym po raz pierwszy w historii równą liczbę współzawodniczących w tej dyscyplinie mężczyzn i kobiet.

## Zasady rywalizacji

### Punktacja[3]
W każdej konkurencji odbyto serię (10 lub 12) wyścigów kwalifikacyjnych - po 2 wyścigi jednego dnia - oraz wyścig medalowy. Za zajęcie 1. miejsca w danym wyścigu przyznawano 1 punkt, za 2. miejsce - dwa punkty itd. W przypadku dyskwalifikacji lub nieobecności w wyścigu przyznawano za niego liczbę punktów przewyższającą o 1 liczbę uczestników. 
Następnie, po odbyciu serii kwalifikacyjnej, odrzucano 1 najgorszy wynik (wyłącznie z tejże serii - nie można było odrzucić wyniku z wyścigu medalowego). Po przeliczeniu punktów za serię kwalifikacyjną, do wyścigu medalowego przechodziło 10 zawodników/drużyn (mających najmniejszą liczbę punktów). 
Punkty za finałowy - medalowy - wyścig mnożone były przez 2. 
Kolejność zwycięzców wyznaczana była według rosnącej liczby punktów. W przypadku remisu o końcowej klasyfikacji decydowała pozycja w wyścigu medalowym. 

## Wyniki

### Mężczyźni
| Konkurencja:                  | Złoto:                                          | Srebro:                                    | Brąz:                                                 |
| 470 (szczegóły)               | Australia Mathew Belcher · Will Ryan            | Szwecja Anton Dahlberg · Fredrik Bergström | Hiszpania Jordi Xammar · Nicolás Rodríguez García-Paz |
| 49er (szczegóły)              | Wielka Brytania Dylan Fletcher · Stuart Bithell | Nowa Zelandia Peter Burling · Blair Tuke   | Niemcy Erik Heil · Thomas Plößel                      |
| Finn (szczegóły)              | Giles Scott                                     | Zsombor Berecz                             | Joan Cardona Méndez                                   |
| Laser (szczegóły)             | Matt Wearn                                      | Tonči Stipanović                           | Hermann Tomasgaard                                    |
| Windsurfing: RS:X (szczegóły) | Kiran Badloe                                    | Thomas Goyard                              | Kun Bi                                                |

### Kobiety
| Konkurencja:                  | Złoto:                                         | Srebro:                                         | Brąz:                                       |
| 470 (szczegóły)               | Wielka Brytania Hannah Mills · Eilidh McIntyre | Polska Agnieszka Skrzypulec · Jolanta Ogar-Hill | Francja Camille Lecointre · Aloïse Retornaz |
| 49erFX (szczegóły)            | Brazylia Martine Grael · Kahena Kunze          | Niemcy Tina Lutz · Susann Beucke                | Holandia Annemiek Bekkering · Annette Duetz |
| Laser Radial (szczegóły)      | Anne-Marie Rindom                              | Josefin Olsson                                  | Marit Bouwmeester                           |
| Windsurfing: RS:X (szczegóły) | Yunxiu Lu                                      | Charline Picon                                  | Emma Wilson                                 |

### Zawody mieszane
| Konkurencja:         | Złoto:                               | Srebro:                                   | Brąz:                                   |
| Nacra 17 (szczegóły) | Włochy Ruggero Tita · Caterina Banti | Wielka Brytania John Gimson · Anna Burnet | Niemcy Paul Kohlhoff · Alica Stuhlemmer |

## Tabela medalowa
| Miejsce | Państwo         | Złoto | Srebro | Brąz | Razem |
| ------- | --------------- | ----- | ------ | ---- | ----- |
| 1       | Wielka Brytania | 3     | 1      | 1    | 5     |
| 2       | Australia       | 2     | 0      | 0    | 2     |
| 3       | Holandia        | 1     | 0      | 2    | 3     |
| 4       | Chiny           | 1     | 0      | 1    | 2     |
| 5       | Brazylia        | 1     | 0      | 0    | 1     |
| 5       | Dania           | 1     | 0      | 0    | 1     |
| 5       | Włochy          | 1     | 0      | 0    | 1     |
| 8       | Francja         | 0     | 2      | 1    | 3     |
| 9       | Szwecja         | 0     | 2      | 0    | 2     |
| 10      | Niemcy          | 0     | 1      | 2    | 3     |
| 11      | Chorwacja       | 0     | 1      | 0    | 1     |
| 11      | Nowa Zelandia   | 0     | 1      | 0    | 1     |
| 11      | Polska          | 0     | 1      | 0    | 1     |
| 11      | Węgry           | 0     | 1      | 0    | 1     |
| 15      | Hiszpania       | 0     | 0      | 2    | 2     |
| 15      | Norwegia        | 0     | 0      | 1    | 1     |
| Ogółem  | Ogółem          | 10    | 10     | 10   | 30    |